# 哥吉拉對機械哥吉拉
《哥吉拉對機械哥吉拉》（日文原名：ゴジラ対メカゴジラ）是1974年3月21日上映的日本電影，哥吉拉系列電影的第14部作品，同時是哥吉拉誕生20週年的紀念電影，日本觀眾人數達133萬人。
以沖繩為背景，劇情兼具科幻及奇幻色彩，本片是怪獸安基拉斯在「昭和系列」中最後一次登場，再登場是相隔30年後的《哥吉拉 最後戰役》，本片也是機械哥吉拉的首次登場，這個哥吉拉的機械化分身往後還會以不同設定出現在其他系列作品裡。
另外本作也是系列中首部有台灣藝人參與演出的作品，當時正在日本發展演藝活動，於本片中飾演國頭那美一角的台灣藝人鄭秀英（現為戲劇節目製作人），並演唱了本片的主題歌（少女的祈禱）。

## 劇情概要
古代的安豆味王族有個預言，當天空浮現黑色的山，將會有怪獸出現毀滅這個世界(後來出現的怪獸是外星人製造的機械哥吉拉)，但是當紅色的月亮出現，太陽從西邊升起時，將出現兩隻怪獸拯救這個世界(出來拯救世界的怪獸是西薩王和哥吉拉)，沒有想到這些預言居然一一實現。

## 登場怪獸
- 哥吉拉
- 機械哥吉拉
- 西薩王
- 安基拉斯

## 演員
- 清水敬介：大門正明
- 金城冴子：田島令子
- 宮島秀人：平田昭彥
- 南原：岸田森
- 清水正彥：青山一也
- 和倉博士：小泉博
- 黑沼（黑洞第3行星人）：睦五郎
- 國頭那美：鄭秀英
- 國頭天願：今福將雄
- 柳川（R1號）：草野大悟
- 黑洞第3行星人A：渡邊高光
- 黑洞第3行星人B：遠矢孝信
- 船長：佐原健二
- 哥吉拉：図師勳
- 機械哥吉拉：森一成
- 西薩王、安基拉斯：久須美護

## 製作人員
- 監製：田中友幸
- 導演：福田純
- 特技導演：中野昭慶
- 原作：關澤新一、福島正實
- 劇本：山浦弘靖、福田純
- 音樂：佐藤勝